# 甲斐親直
甲斐 親直 / 甲斐 宗運（かい ちかなお / かい そううん）は、室町時代から安土桃山時代にかけての武将。阿蘇氏の家臣。出家後に名乗った宗運の号で知られる。甲斐親宣の子。

## 生涯
肥後国阿蘇神社大宮司阿蘇惟豊の重臣・甲斐親宣の子として誕生。
大永3年（1523年）、菊池武包が筒ヶ嶽城（荒尾市府本）で挙兵したので、惟豊は親宣（親直初陣）を派遣してこれを討たしめた。武包は肥前国の高来に逃れ、この功で八百町の領地を褒美として与えられた。
天文10年（1541年）、島津氏に内通して阿蘇氏に反旗を翻した御船城主御船房行を、千寿丸（惟将）を大将として討伐。木倉原（御船原）で多数の首級を挙げる大勝利を収め、房行を自決させ、城を奪った。その功によって親直は千町の領地と御船城を与えられ、代わって城主に任じられた。(木倉原の戦い）
この頃、剃髪して宗運と号した。
天文15年（1546年）、同族で宗運の娘婿隈庄守昌 が、脇差をねだったが断られたことから妻（宗運の娘）に盗ませたが、これが露見し、後難を恐れて宇土の本郷伯耆守を介して島津氏に内通して阿蘇氏からの離反を画策したので、却って惟将は激怒し、宗運に命じて隈庄城を攻撃させた。宗運は隈之庄の戦いで守昌を破ったが、隈庄城は落ちなかった。天文18年（1549年）、惟将は諸将に再び出陣を命じ、城を攻略して守昌の一族を尽く誅殺した。
宗運は、外には大友氏に主従し、肥後では相良氏と名和氏との同盟を維持することで阿蘇氏の存続を保っていた。天文15年（1551年）、前年に家督を継いだ大友義鎮が肥後の鎮定のために出兵した。阿蘇氏はこれに従い、大将佐伯惟教のもとに宗運を案内として派遣した。惟教は菊池義武派の合志隆重が寄る竹迫城を攻撃したが、城は落とせず、人質を出すということで講和して退いた。
永禄5年（1562年）頃より、島津氏が肥後国に伸張し、しばしば相良氏と争う。天正6年（1578年）、大友氏が耳川の戦いで島津氏に敗北を喫し肥後への影響力が低下すると、肥後の国人衆は島津氏や龍造寺氏になびき始めたが、宗運は大友氏との同盟を頑なに維持しようとし、弱体化した阿蘇氏の家中では動揺があった。
天正8年（1580年）3月、龍造寺氏に従属した隈部親永、合志親為、河尻氏、鹿子木氏と、島津氏に従属した名和顕孝、城親賢による肥後国人衆の連合軍が、阿蘇氏打倒の兵を挙げた。宗運は嫡男親英（宗立）と兵8,000を率いて迎え撃ち、白川且過瀬を挟んで対陣。間者の報告によって、降雨により油断した隈部勢が酒盛りをしていた事を知ると、翌日未明に川を渡河して急襲。隈部勢は大混乱に陥り、敗走させられている。この功を賞して大友義統は飽田郡池上村を宗運に与えた。（且過瀬の戦い）
この頃、黒仁田豊後守が阿蘇氏を裏切って伊東氏に内通した。黒仁田は親英の舅であったが、宗運は主君への裏切りを許さず、誓紙を書いた嫁一人を除き、黒仁田の一族郎党を皆殺しにし、その首を献じた。また阿蘇家には「井芹党」と号する70名余りの与力衆がおり、この頭の加賀という者が島津氏に与して阿蘇氏を滅ぼそうと企んでいると聞いて、宗運は尽くこれを討った。この党派には宗運の息子達、次男親正（蔵人）三男宣成（三郎四郎）四男直武（四郎兵衛）も加わっており、次男を討ち、逃げた三男を江俵山に追って討ち、四男は日向に逃亡したが、嫡男の宗立も龍造寺氏に与する計画を持っていたのでこれを追討して捕虜とした。合志伊勢守が助命嘆願をしたので、宗立については起請文を書かせて助命を許した。
天正9年（1581年）春、宗運は大友氏に見切りをつけ、龍造寺氏に人質を送り臣従を誓う。一方で、同年9月に相良氏が島津氏の軍門に下り、島津氏はすぐさま当主・相良義陽に御船城攻略を命じる。義陽は宗運と誓詞を交わした盟友であったが、肥後の国人衆を分断する目的であえて両者を争わせようとしたのである。また、御船の田代城主田代快尊・宗傳父子は、宗傳が甲斐宗運の妹婿でもあり、相良勢と対峙した。同年12月に義陽は阿蘇領に侵攻したが、宗運の軍勢は濃霧に包まれた響野原の本陣を背後から奇襲し相良軍を撃破。義陽はあくまでも退却せず、床几に座したまま戦死した（響野原の戦い）。
義陽は島津氏と宗運との間で板挟みとなり、わざと敗北を招く布陣をしたとされ、義陽の首を見た宗運は落涙したといわれる。
相良氏との戦いには勝利したものの、阿蘇氏が相良氏の協力なしに島津氏と渡り合うことは困難であった。以降宗運は外交的駆け引きにより龍造寺・島津の二大勢力の間で阿蘇氏の命脈を保つことに腐心した。天正10年（1582年）冬に島津氏に和睦を申し入れるが、島津側が提示した条件を何一つ履行せず、逆に阿蘇氏旧領の返還を要求するなどの対応をし交渉を難航させた。
天正11年（1583年） 7月5日に病死。享年75。宗運の孫娘に毒殺されたという説もある。なお、戦国の終わりを察知した宗運は「島津には決してこちらから戦いを仕掛けず、矢部（阿蘇氏の本拠地）に篭って守勢に徹し、天下を統一する者が現れるまで持ちこたえるように」と言い残していた。しかし島津氏の内偵は名将宗運の死を察知し、天正15年(1585年)、親英は島津方が築いた花の山城を攻撃。これが島津軍の反撃を招くことになり親英は早々に降伏。わずか2歳の阿蘇家当主惟光は島津氏に降伏したのち、母親に連れられて逃走し、大宮司阿蘇氏は滅亡した。

## 宗運毒殺説
宗運は嫡男・甲斐親英の娘、宗運の孫娘によって毒殺されたという説がある。
阿蘇氏への忠節を頑ななまでに貫いた宗運は、主家を裏切ろうとする者、主家の政策に背こうとする者を容赦なく粛清した。それは息子とて例外ではなく、日向国の伊東義祐への接近を試みた二男親正、三男宣成を誅殺し、四男直武を追放した。これに反発して、甲斐親英が宗運の暗殺をもくろんだが、露見。本来はこれも誅殺すべきであるが、嫡男であったので、家臣たちの嘆願により思いとどまった。戦国の世とはいえ、我が子を一度に4人も殺害しようというのはきわめて苛烈な処断といえた。
親英の妻は大いに恐れ、「舅は必ず夫を成敗する」と考え、娘（後に木山備後守惟久の妻）に命じて宗運の毒殺を実行させたという。彼女は阿蘇氏家臣・黒仁田親定の娘であったが、親定はかつて伊東氏に内通し、宗運によって暗殺されていた。親定を殺害するにあたり、宗運は親英の妻に「父の殺害を決して怨まず、また宗運に復讐を企てない」旨を神の名にかけて誓約をさせていたという。そのため、親英の妻が娘の手を借りたのは、孫娘の方が宗運を油断させ易かっただけでなく、かつての誓約の文言に反しないようにするためであったという。